# خسوف (فیلم)
خسوف نام فیلمی به کارگردانی و نویسندگی رسول ملاقلی‌پور محصول سال ۱۳۷۱ است.

## بازیگران
- محمدعلی کشاورز
- بهزاد بهزادپور
- فریبا کوثری
- فریبرز عرب‌نیا
- عباس موسوی
- محمود بصیری
- فرج مولایی
- حمید عبدالملکی
- حسن کاخی
- هوشنگ قوانلو
- شراره یوسفی نیا
- زهره اویسی
- جعفر بزرگی
- هوشنگ فردوس
- مجید نهاوندیان
- علی درویش خاکی